# Žrtvovanje (film)
Žrtvovanje (švedsko Offret) je koprodukcijski dramski film iz leta 1986, ki ga je režiral in zanj napisal scenarij Andrej Tarkovski. V glavni vlogi nastopa Erland Josephson kot Alexander, intelektualec v srednjih letih, ki se ob začetku tretje svetovne vojne poskuša pogoditi z Bogom za preprečitev jedrskega holokavsta. To je tretji film Tarkovskega posnet v tujini in njegov zadnji, saj je umrl kmalu po njegovem končanju. Snemanje je potekalo na otoku Gotland, saj je švedska vojska Tarkovskemu zavrnila dovoljenje za snemanju na otočku Fårö.
Premierno je bil prikazan 9. maja 1986 v švedskih kinematografih in pet dni za tem v francoskih ter je naletel na dobre ocene kritikov. Na Filmskem festivalu v Cannesu je bil nominiran za zlato palmo, osvojil pa je veliko nagrado žirije ter nagradi Mednarodnega združenja filmskih kritikov in ekumenske žirije. To je bila za Tarkovskega druga nominacija za zlato palmo, prav tako druga velika nagrada žirije in četrta nagrada Mednarodnega združenja filmskih kritikov. Osvojil je švedski nagradi Guldbaggen za najboljši film in igralca (Josephson) ter nagrado BAFTA za najboljši tujejezični film.  Izbran je bil za švedskega kandidata za oskarja za najboljši tujejezični film na 59. podelitvi oskarjev, toda ni prišel v ožji izbor. Na Mednarodnem filmskem festival v Valladolidu je osvojil glavno nagrado, ki si ji je razdelil skupaj s filmom Mona Lisa.

## Vloge
- Erland Josephson kot Alexander
- Susan Fleetwood kot Adelaide
- Allan Edwall kot Otto
- Guðrún Gísladóttir kot Maria
- Sven Wollter kot Victor
- Valérie Mairesse kot Julia
- Filippa Franzén kot Marta
- Tommy Kjellqvist kot Gossen (mali mož)
- Per Källman in Tommy Nordahl kot bolničarja